# Otwarta Olimpiada Matematyczna Uniwersytetu Białorusko-rosyjskiego
Otwarta Olimpiada Matematyczna Uniwersytetu Białorusko-rosyjskiego to coroczny konkurs matematyczny dla studentów i doktorantów, odbywający się od 2010 roku na Białorusko-rosyjskim uniwersytecie w Mohylewie, Białoruś.
W olimpiadzie wziąć mogą drużyny reprezentujące uczelnie wyższe, złożone z nie więcej niż dwóch uczestników (studentów lub doktorantów) oraz jednego opiekuna. W konkursie rozpatrywana jest wyłącznie klasyfikacja indywidualna; zwycięzcy poprzednich edycji (medaliści) mogą być dodatkowo włączeni do drużyny, zwiększając liczbę uczestników reprezentujących jedną uczelnię. Olimpiada odbywa się w formie testu, w ciągu 5 godzin uczestnicy mają do rozwiązania 30 zadań z następujących dziedzin matematyki: algebra, teoria liczb, analiza (rzeczywista i zespolona), geometria analityczna, kombinatoryka i równania różniczkowe zwyczajne.
Podczas zliczania zdobytych punktów brana jest pod uwagę trudność problemów. Zwycięzcy konkursu są wyłaniani na podstawie zdobytych punktów. 
Medale oraz dyplomy (1–3 stopnia) przydzielane są dwunastu zwycięzcom Olimpiady, ponadto 6 uczestników otrzymuje Dyplomy Honorowe.
Podczas konkursu obowiązują język angielski oraz język rosyjski.